# Spencer Madan
Spencer Madan (1729-1813) est un ecclésiastique anglais, successivement évêque de Bristol et évêque de Peterborough.

## Biographie
Fils du colonel Martin Madan et de Judith Madan, de Londres, et frère cadet de Martin Madan, il est envoyé à la Westminster School en 1742 et, en 1746, au Trinity College de Cambridge. En 1749, il obtient son diplôme de BA, MA 1753, DD 1756 . Au début, il est destiné au barreau, comme son frère aîné, mais peu après, il reçoit les ordres sacrés. En 1753, il est élu membre de son collège, mais après une courte résidence, il devient vicaire de Haxhay auprès du presbytère de West Halton, tous deux situés dans le Lincolnshire. En 1761, il est nommé aumônier ordinaire du roi, poste qu'il occupe jusqu'en 1787 et, de 1770 à 1794, prébendaire de Peterborough, et en même temps recteur de Castor, dans le Northamptonshire. En 1776, il est nommé au presbytère d'Ashley, dans le Berkshire, et en 1793, il est promu évêque de Bristol, où il est consacré évêque le 3 juin. Au début de 1794, à la mort de John Hinchliffe, il est transféré à Peterborough, où il reste jusqu'à sa mort, le 8 novembre 1813, à l'âge de quatre-vingt-quatre ans. Il est enterré dans la Cathédrale de Peterborough.

## Famille
Il s'est marié deux fois, en premier à Lady Charlotte, deuxième fille de Charles Cornwallis (1er comte Cornwallis) (décédé en 1794, à l'âge de 68 ans et inhumée à l'église abbatiale de Bath). Avec elle, il a deux fils, Spencer Madan (traducteur) et William Charles, qui devient colonel dans l'armée; et une fille, Charlotte, qui épouse le général George Warde (1725-1803) . En 1796, l'évêque se remarie à Mary Vyse, fille de William Vyse de Lichfield et sœur de William Vyse (1741-1816), archidiacre de Coventry. Son deuxième mariage est resté sans enfants.